# 方恩格
方恩格（英語：Ross Feingold），1990年代開始在台灣活動的美籍律師、政治評論家。
方恩格時常在台灣政論節目發表政治觀點，對外標榜「美國共和黨亞太部亞太區前主席」。目前是葉慶元所創立的「泰鼎法律事務所」的顧問與新加坡商安保集團業務發展經理，主要職責是為客戶提供台灣和亞洲地區的法律諮詢與政治風險評估。
在2012年美國總統選舉期間，方恩格曾擔任共和黨海外部門的亞太區主任委員，並為當時的總統候選人羅姆尼提供選舉支持，同時就國際金融經濟等議題提供專業建議。方恩格亦曾任美國前副總統錢尼副國家安全顧問葉望輝所創立的「華府國際顧問公司」的資深顧問。時常出現在「寰宇新聞」、「永康新世界」等政論節目，也常客串來賓至韓粉直播主歷史哥、媒體人朱學恒等直播節目。
方恩格亦擔任亞太青年協會（Asia Pacific Youth Association）的顧問，該協會為台灣的非政府組織，長期致力於推動青年參與國際與公共事務，目標為建立一個青年與世界交流的平台。舉辦過的主要活動包含了Model APEC、政治幕僚培訓營、日本立憲民主黨國會議員訪台交流計畫以及由方恩格本人主持探討國際時事的螺絲之夜（Ross Night in Taipei）。方恩格還擔任全球美國僑會理事兼亞太區主任。
方恩格有亞洲生活經歷，曾在新加坡、台灣和香港學習並居住多年，中文能力中等，涉略國際政經、外交、文化、中美關係、兩岸關係等領域。常受新聞媒體邀請評論政治和外交策略等議題，包括半島電視台、亞洲新聞台、鳳凰衛視、美國之音、自由亞洲電台等，亦長期投稿專欄文章於菱傳媒。其觀點傾向大中華主義，見解與中華民國派和泛藍陣營相近。
方恩格擔任實踐大學兼任助理教授，在企業管理碩士班教授「行銷研究」及「國際人力資源管理」課程，亦時常受邀至各大學術及商業機構演講，主題包括「台美關係」、「兩岸關係」、「美國政情」、「台灣之跨國企業投資」以及「政治風險對企業決策之影響」等。他還是台灣猶太協會創會理事長。

## 外部連結
- 方恩格的Facebook專頁
- 方恩格的X（前Twitter）
- 西瓜視頻上的方恩格頻道 （页面存档备份，存于）
- 方恩格的頭條號 （页面存档备份，存于）
- 亞太青年協會的Facebook專頁